# Teodor Dună
Teodor Dună (n. la 6 martie 1981, în Tâncăbești, Ilfov) este un poet contemporan.

## Biografie
Teodor Dună a absolvit Facultatea de Litere, Universitatea București. A debutat în revista "Poesis" (2000) și a publicat în: "Luceafărul", "România literară", "Viața românească", "Steaua", "Ziua literară", "Cultura", "Vatra", "Dilemateca", "Cuvântul", "Wespennest" (trad. de Nora Iuga), "Manuskripte" (trad. de Ernest Wichner), "Balkani", "Alora, la bien cercada",  "Langage et créativité" etc. 
Este considerat a fi unul dintre vizionarii promoției 2000 (Octavian Soviany http://www.revistatribuna.ro/doc_db_site/tribuna/tribuna158.pdf(generația%5Bnefuncțională%5D douămiistă), alături de Dan Coman, Claudiu Komartin, Marin Mălaicu-Hondrari, Ruxandra Novac, Florin Partene, ș.a.
A debutat în anul 2002 cu volumul "Trenul de treieșunu februarie" (cu o prefață de Mircea Ivănescu) la editura Vinea, volum care a fost distins cu premiul Mihai Eminescu (Botoșani, 2003).
A publicat în 2005 volumul "Catafazii", apărut la aceeași editură. Teodor Dună a fost redactor al revistei Cuvântul Arhivat în 25 ianuarie 2011, la Wayback Machine..
A publicat în 2010 volumul "De-a viul", la Editura Cartea Romînească.
A avut peste 30 de lecturi publice, în țară și în străinătate (la Institutul Cultural Român din Viena – 2005; Institutul cultural român din Berlin – 2006 ICR Berlin.
A beneficiat de o bursă pentru literatură acordată de Akademie Schloss Solitude (juror Mircea Cărtărescu) la care va participa începând cu luna aprilie 2010.

## Volume publicate
- Trenul de treieșunu februarie (versuri), București, Ed. Vinea, 2002;
- Catafazii (versuri), București, Ed. Vinea, 2005;
- De-a viul (versuri), București, Ed. Cartea Românească, 2010.[2]
- Obiecte umane (versuri), București, Ed. Cartea Românească, 2015
- kirilă (poeme în proză), București, Ed. Tracus Arte, 2017
- Minunata lume. Poeme alese, Chișinău, Ed. Cartier, 2019
- flașneta babel (versuri), București, Ed. Nemira, 2022

## Considerații critice
Despre volumul "de-a viul", Ed. Cartea Romînească, 2010, importanți critici romani contemporani s-au exprimat astfel: 
„Lectura poemelor lui Teodor Duna mi-a aratat ca poezia exista si traieste, ca ea poate, pe neasteptate si atunci cind nu mai parea posibila vreo minune, sa-si faca auzita vocea, iesind din tacerea si intunericul unde s-ar fi zis ca nimic nu mai dainuie, si ca aceasta voce ti se adreseaza – si te obliga sa-i raspunzi – sau ca incerci sa-i raspunzi. Teodor Duna are o lume a lui, pe care si-o impune cu o autoritate cu atit mai irezistibila cu cit nu pare constient ca o are.”
Mircea Ivanescu
„Versurile sale ramin fidele unei viziuni sacramentale asupra poeziei, privita ca instrument revelatoriu si ca vehicul de voiaj catre partea ascunsa a lumii. Poetul nu vorbeste din texte sau din ghena, ci dintr-o regiune halucinanta a universului, una in care viata si moartea isi schimba intre ele mastile fara incetare.(…) Din coaja unor cuvinte obisnuite, Teodor Duna scoate o poezie plina de miez.”
Andrei Terian

## Sursa
- http://www.cartearomaneasca.ro/catalog/carte/de-a-viul-216/ Arhivat în 8 martie 2011, la Wayback Machine.